# Iglesia de San Juan (Dalcahue)

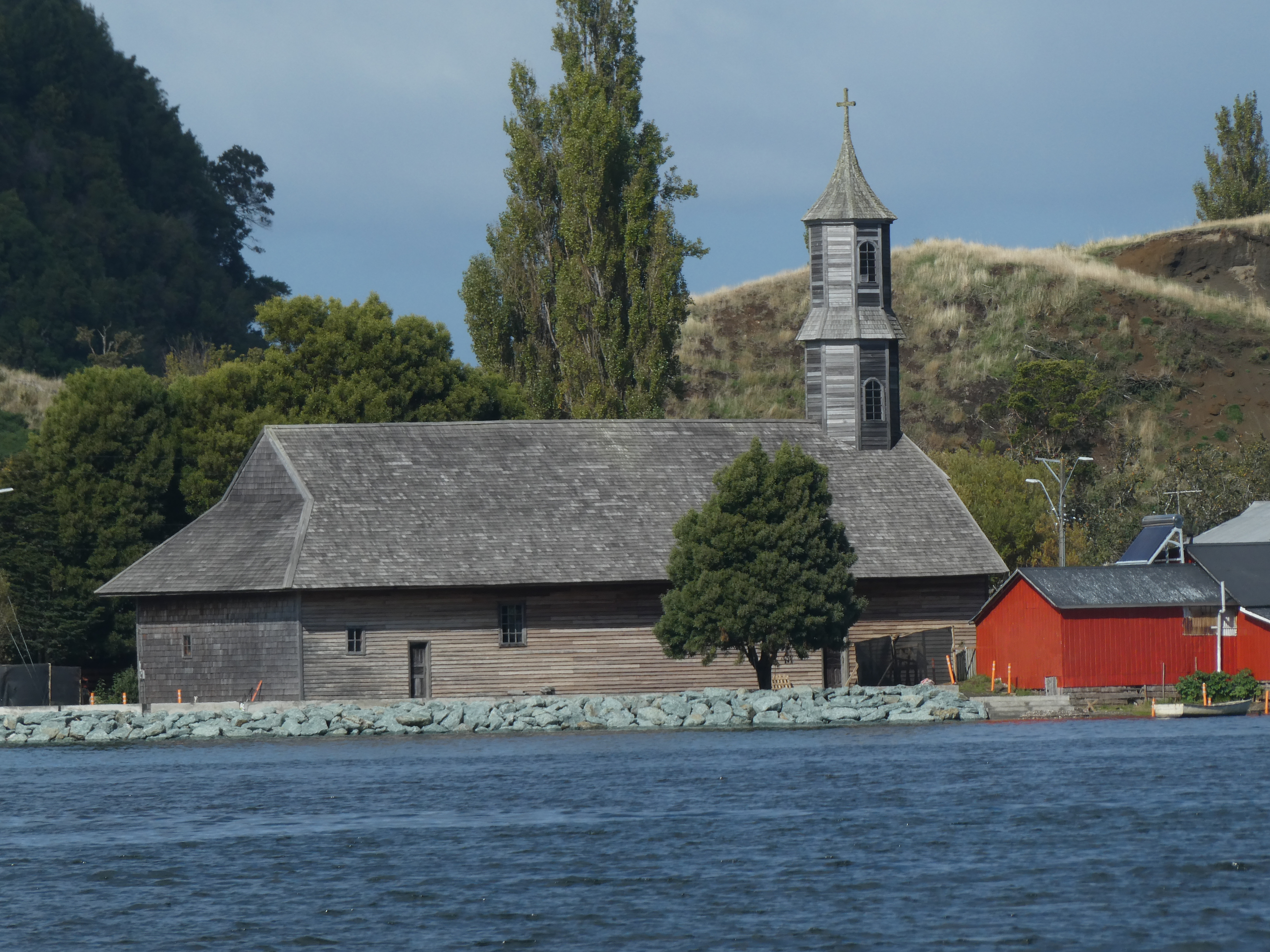
Iglesia de San Juan.

La Iglesia de San Juan Bautista de San Juan de Coquihuil, comúnmente referida como Iglesia de San Juan, es un templo católico situado en la localidad de San Juan, en la comuna chilota de Dalcahue en la Región de Los Lagos, Zona Sur de Chile.
Forma parte del grupo de 16 iglesias de madera de Chiloé calificadas como Monumento Nacional de Chile, y reconocidas como Patrimonio de la Humanidad por la Unesco.
Construida a inicios del siglo XX, la iglesia refleja con gran fidelidad la arquitectura tradicional chilota, caracterizada por el uso de madera nativa y técnicas constructivas heredadas tanto de la influencia europea de misiones Jesuitas, como del saber artesanal local. Su relevancia histórica y cultural radica en su uso continuo como centro de la vida religiosa y de la comunidad del sector, siendo escenario de múltiples celebraciones religiosas y actividades sociales.
Este templo es uno de los que componen la parroquia Patrocinio San José de Tenaún, una de las 24 parroquias de la diócesis de Ancud.

## Historia
El origen de la iglesia se remonta al siglo XIX, específicamente en el año 1826, cuando la familia Navarro donó un terreno en el sector originalmente llamado Coquihuil para levantar una capilla con techo de paja y madera partida; fue allí mismo donde se instaló la primera imagen de San Juan Bautista, dando el nombre al lugar. Debido a una comunidad religiosa que ya existía en este sitio, la famosa Misión Circular empieza la construcción de la iglesia en el año 1854. El Consejo de Monumentos Nacionales también da a conocer que fue construida aproximadamente en 1887 sobre el primer cementerio fundacional del pueblo muy cerca del bordemar y se le considera uno de los templos que ha mantenido con mayor fidelidad su estructura original siendo así que se caracteriza por ser una de las iglesias más representativas del patrimonio arquitectónico-religioso de Chiloé.

## Festividades religiosas
Su fiesta patronal se celebra cada 24 de junio, con procesiones, misa, devoción comunitaria y asistencia de fieles de todo el archipiélago de Chiloé y alrededores.

#### 23 de Junio
Víspera de San Juan.

#### 24 de Junio
En esta fecha se realizan una serie de actividades religiosas y sociales las cuales son en honor de su Santo san Juan Bautista, por su nacimiento. 

#### 8 de Diciembre
Se celebra el día de la inmaculada concepción de la virgen María, en la que se conmemora la concepción de la virgen sin pecado original.

## Arquitectura
Fue levantada siguiendo la Escuela Chilota de Arquitectura Religiosa en Madera, empleando especies nativas como coigüe, ciprés, alerce y canelo; mide entre 26,9 y 27 m de largo y 11,9 a 12 m de ancho, con su torre la cual mide entre 17 a 22 m de altura.
En la imaginería religiosa de "santos de vestir" destacan San Juan Bautista de 110 cm de talla, el Jesús Nazareno de 103 cm, la Virgen de los Dolores de 95 cm, la Virgen de la Gracia de 68 cm, la Virgen de la Candelaria de 63 cm y la Virgen del Carmen de 44 cm En su interior, la nave central con una bóveda con arco de medio punto tiene una altura de 6,50 m. El campanario de 22 m  de altura. está formado por dos cuerpos octogonales.

## Estado de conservación

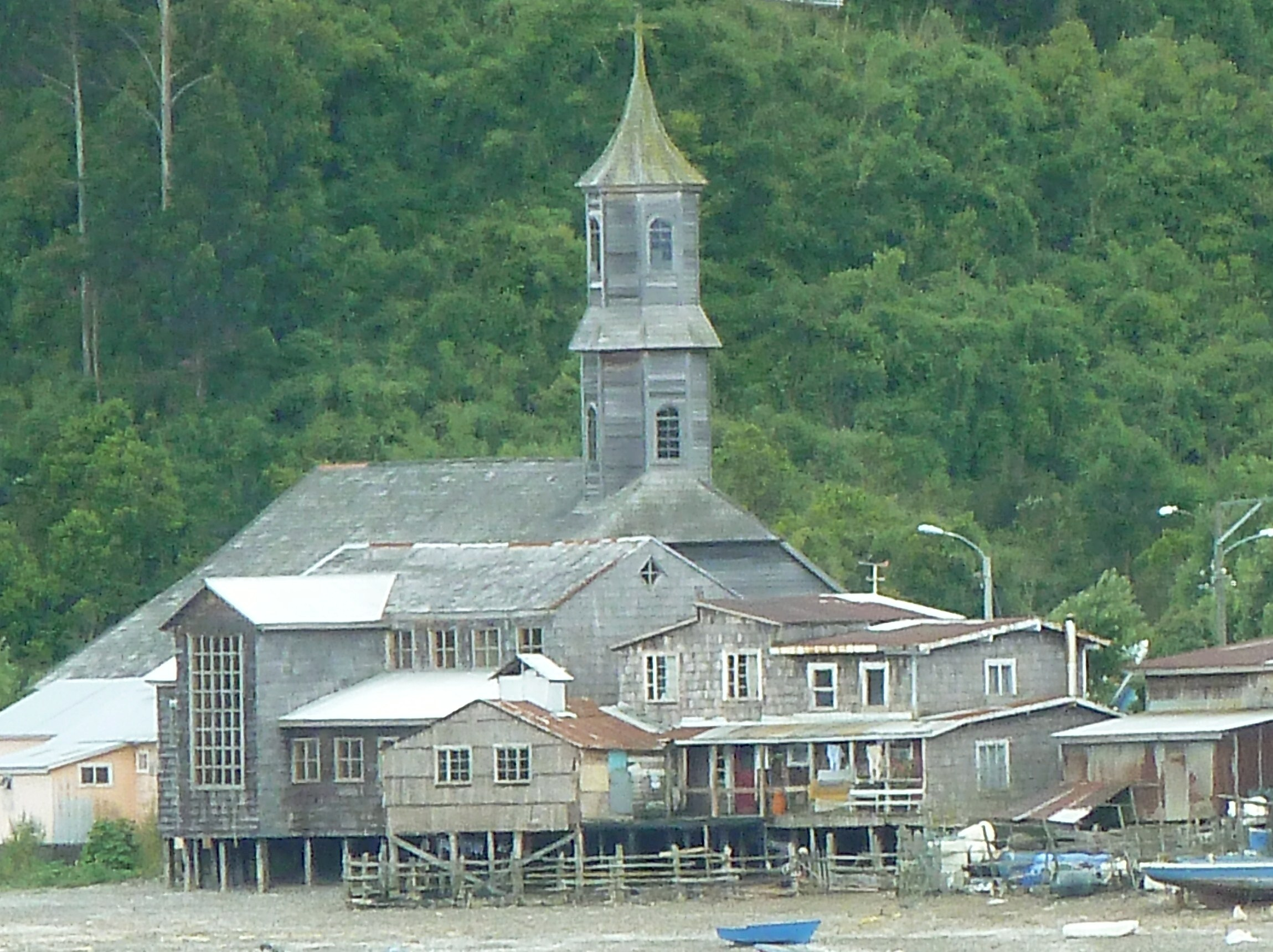
Afueras de la iglesia de San Juan.

Uno de los daños más grandes en la iglesia fue causado por el terremoto del año 60, el cual afecto a todo el sur de Chile, siendo Chiloé uno de los tantos lugares afectados y como se menciona en el artículo de monumentos nacionales, “Producto de los daños generados por el terremoto de 1960, los tres arcos que tenía el pórtico fueron eliminados, reincorporándose en el proceso de restauración de la torre-fachada que se realizó durante los años 2003 y 2004.
En el año 2020 se ejecutó la intervención del “piso y culata” de la iglesia de San Juan Bautista como parte de un programa de conservación patrimonial liderado por la Fundación Iglesias Patrimoniales de Chiloé. La obra incluyó la excavación arqueológica de 35 unidades bajo el templo, con hallazgos y reforzamiento estructural, y fue oficialmente rendida y finalizada ese mismo año dando como concluida su última restauración.

La iglesia se encuentra actualmente en buen estado estructural gracias a los trabajos de conservación más recientes. Estos incluyen el reforzamiento de su base mediante dados de hormigón, en acuerdo con la comunidad local y bajo supervisión del Consejo de Monumentos Nacionales. La intervención arqueológica permitió mejorar la comprensión de la historia local y sentó un precedente en cuanto a la integración del patrimonio material e inmaterial en proyectos de restauración.

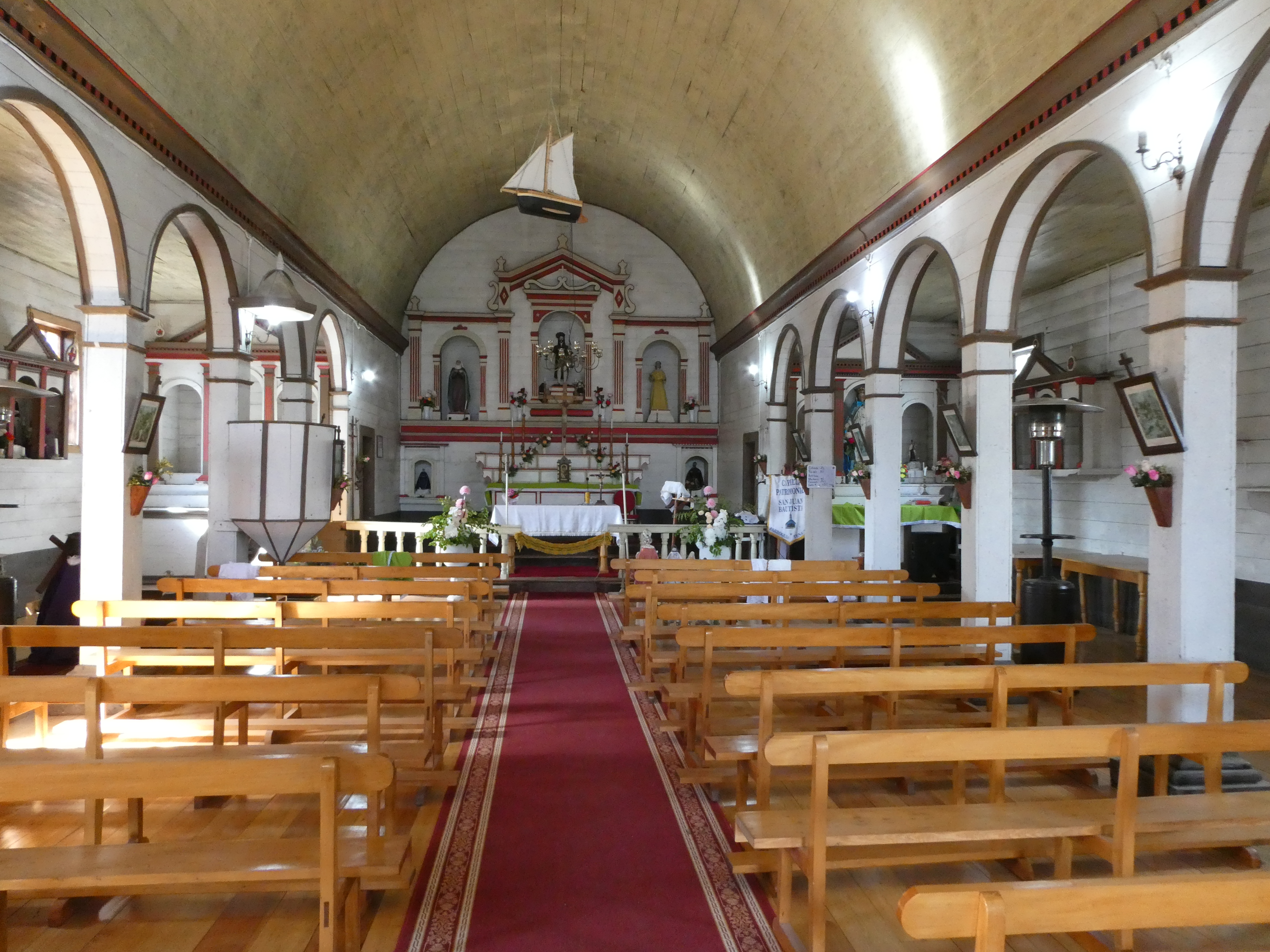
Interior de la iglesia de San Juan.